# بتراس
بَتراس أو بَطراس (باليونانية:Πάτρα)، مدينة يونانية تقع في غرب البلاد، وهي عاصمة مقاطعة غرب اليونان الإدارية، وأيضاً مركز مقاطعة أخايا إحدى المقاطعات الثلاث المشكّلة لمنطقة غرب اليونان.

## الموقع، السكان والتسمية
تمتد المدينة بين أقدام جبل باناخايكو الذي يصل ارتفاع قمته إلى 1926 متر، وساحل بتراس في الزاوية الشمالية الغربية من شبه جزيرة المورة (البيلوبونيز). يمر بالمدينة ويصب على ساحلها نهر غلافكوس الذي ينبع من الجبال فوق المدينة، يجري ضمن المدينة نهر آخر يُسمّى هارادروس (Haradros) أصغر من الأول ولكنه ينبع من نفس المنطقة الجبلية.
تبعد المدينة عن أثينا مسافة 215 كيلومتر، عن كورينث مسافة 134 كيلومتر، وترتبط بهاتين المدينتين عبر طريق أثينا-بتراس السريع.
يبلغ عدد سكان المدينة حوالي 160 ألف نسمة وبالتالي تكون رابع أكبر مدينة يونانية بعد أثينا، سالونيك وبيرايوس. تعتبر بتراس بوابة اليونان للغرب، إذ أنها مركز تجاري كبير وتملك ميناء نشط الحركة مع إيطاليا وباقي أوروبا الغربية.
تعود تسمية المدينة حسب الأسطورة إلى باتريوس (Patreus) قائد المجموعة التي قدمت من لاكونيا والتي أسست مستوطنة بتراس القديمة.

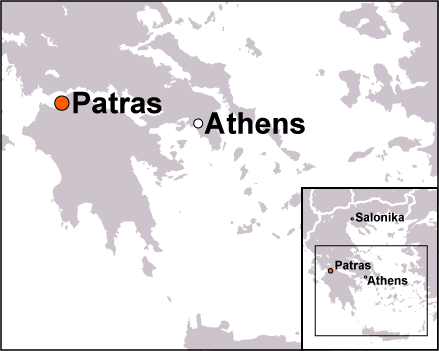
موقع بتراس

## التاريخ

### التاريخ القديم والفترة الكلاسيكية
تعود أقدم آثار للاستيطان البشري في بتراس إلى الألفية الثالثة قبل الميلاد وقد وجدت في منطقة أروي (Aroe) ضمن المدينة. وقد وجدت أيضاً في بتراس مستوطنة أخرى نعود للفترة الهيلادية المتوسطة (الألف الثاني قبل الميلاد).
أما تاريخ المدينة الفعلي فقد بدأ في الفترة الميسينية بين عامي (1580-1110) ق.م. عندما تكوّنت بتراس القديمة من اتحاد ثلاث قرى ميسينية هي أروي (Aroe)، أنثيا (Antheia)، وميساتيس (Mesatis). أصبحت المدينة في الفترة الكلاسيكية عضواً فعالاً في الرابطة الأخائية (نسبة إلى منطقة أخايا)، ويذكر التاريخ أن الباتريون ساعدوا القبائل الهيلينية الأخرى التي كانت تعيش في الضفة المقابلة من خليج ياتراس عندما تعرض هؤلاء لغزوات برابرة الشمال.
احتلها الرومان عام 146 ق.م. وازدهرت تحت حكمهم عندما جعلها الإمبراطور أوغسطس مستعمرة رومانية تحت اسم (Colonia Augusta Achaica Patrensis) عام 16 ق.م. حيث أصبحت ميناء رثيسي في المنطقة وبُنيت فيها المعابد وشقت الطرق واشتهرت صناعاتها عبر العالم القديم وخاصة صناعة الأسرجة الفخارية. يعتقد وبحسب التراث المسيحي أن القديس أندراوس قدم للمدينة للتبشير بالدين المسيحي في عهد الإمبراطور نيرون، وقد استشهد على الصليب فيها ومنذ ذلك الوقت يعتبر القديس أندراوس شفيع بتراس، ولا تزال بقايا القديس والصليب الذي صُلِب عليه موجودان في كائدرائية المدينة.

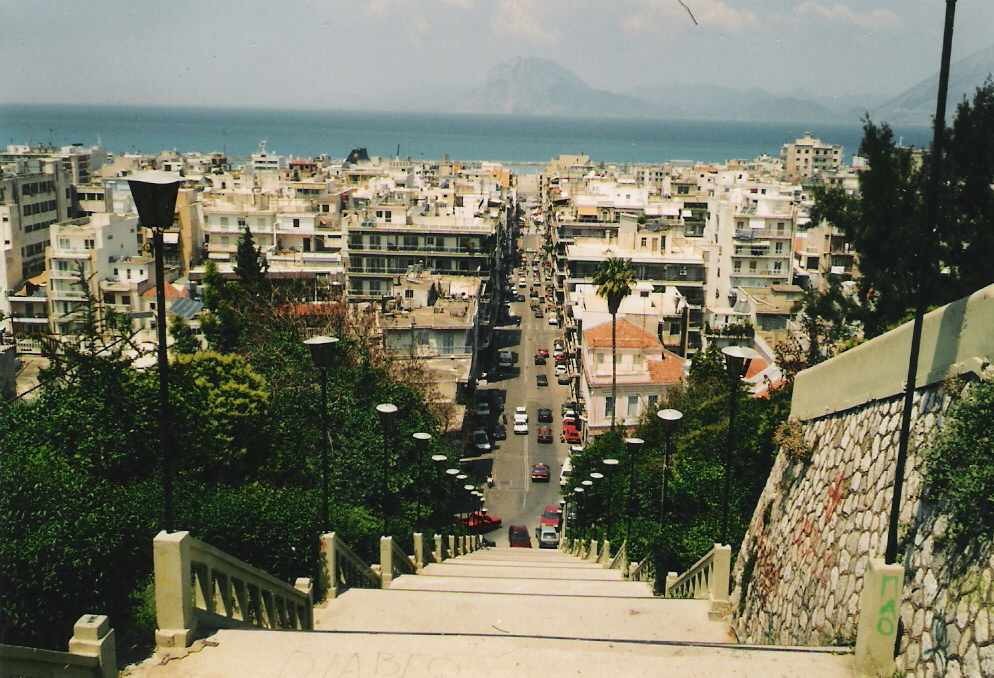
المنظر من تلة القديس نقولا

### القرون الوسطى
استمرت المدينة تلعب دوراً مهماً خلال الفترة البيزنطية كمركز تجاري وصناعي حتى العام 551 م. عندما ضربها زلزال قوي ودمّرها بالكامل، لم تعد المدينة لسابق ازدهارها بعد هذا الزلزال فقد تعرّضت خلال القرون الوسطى لعدة غزوات من العرب، الصرب وغيرهم. ولد فيها خلال هذه الفترة أريثاس من قيصرية واحد من أهم فلاسفة ولاهوتيي القرون الوسطى.
سيطر عليها الصليبيون عام 1204 م. بعد الحملة الصليبية الرابعة وأصبحت بعد ذلك عاصمة دوقية أخايا ضمن إمارة أخايا. عام 1387 استولى عليها فرسان يوحنا الذين كانوا يحكمون رودس، وبعد ذلك وفي عام 1408 أصبحت من أملاك البندقية، ثم أخذها قسطنطين باليولوغوس من عام 1429-1460 م.

### الفترة العثمانية
احتلها العثمانيون عام 1460م. في عهد السلطان محمد الثاني، وعلى الرغم من منح العثمانيون لبتراس امتيازات عديدة ولكنها لم تعد أبداً كمركز تجاري هام بسبب غزوات الفينيسيين والجنويين المتكررة خلال الفترة العثمانية. ومن أهم المعارك التي شهدتها المنطقة وقتها معركة ليبانتو البحرية عام 1571م. بين إسطول السلطنة العثمانية وأساطيل التحالف المقدس والذي هزم فيها العثمانيون.

### القرن التاسع عشر
لعبت المدينة دوراً مهماً خلال انتفاضة استقلال اليونان على العثمانيين فكانت من أول المدن التي ثارت ضدهم ولعب رئيس الأساقفة جيرمانوس الباتري (Germanos of Patras) دوراً في تحريض الشعب على الثورة عندما أقسم مع ثوار تنظيمات فيليكي إيتيريا (Filiki Etairia) في حجرة القديس جورج على تحرير المدينة من الأتراك، على أية حال لم تتحرر المدينة إلا عام 1828 عندما دخلتها قوات فرنسية لطرد الأتراك. بعد ذلك شهدت المدينة المدمرة خطة طموحة لإعادة البناء في عهد يوانيس كابوديسترياس.
استمر نمو المدينة في القرنين التاسع عشر والعشرين على الرغم من مرورها بعدة أزمات اقتصادية بسبب الظروف الدولية. فأصبحت أكبر مدينة قي شبه جزيرة المورة. احتلتها قوات المحور خلال الحرب العالمية الثانية.

## المعالم الأساسية
تتألف المدينة من قسمين علوي وسفلي يدعيان بتراس العليا وبتراس السفلى ترتبطان مع بعضهما بعدة مجموعات من الدرجات. ومن أهم معالم المدينة:

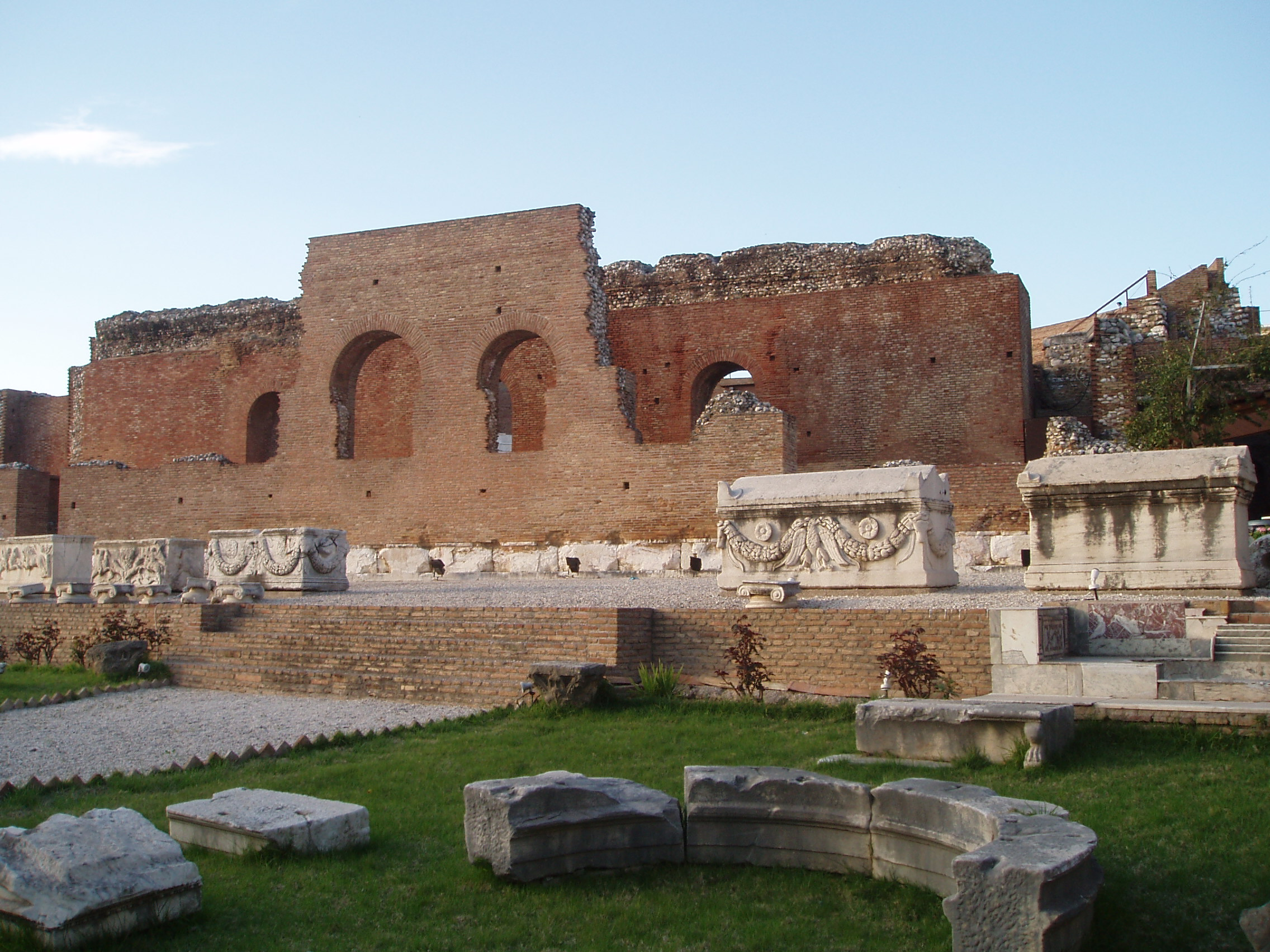
الأوديون الروماني في بتراس

- القلعة (الـكاسترو) (Kastro): وهي تحتل قمة تلة القديس نقولا (أغيوس نيكولاوس) شديدة الانحدار، موقع أكروبول المدينة القديم. تعود هذه القلعة للفترة البيزنطية مع وجود تجديدات فينيسية وعثمانية عديدة، وجدت أيضاً ضمن موقع القلعة بعض الأجزاء الأثرية التي تعود للفترة الكلاسيكية الإغريقية، توجد ضمنها عدة أبراج وحصن داخلي يمكن مشاهدة منظر بانورامي لكل المنطقة من قمته.
- الآثار الرومانية: وتقع أسفل القلعة ومن أهمها الـأوديون (Odeion) الروماني، قناطر لجر المياه، بقايا الحمامات رومانية، نيمفايوم (Nymphaeum)، وبعض أجزاء مسرح بتراس الروماني.
- كنيسة أغيوس أنذرياس (القديس أندراوس): وهي كنيسة ضخمة بنيت حديثاً على الطراز البيزنطي فوق ما يعتقد أنه موقع صلب القديس أندراوس، والذي كانت في الفترة الكلاسيكية معبداً لـديميتر.
- أبنية بتراس النيوكلاسيكية: وتعود للقرن التاسع عشر أهمها مسرح أبولون، مبنى البلدية، محكمة العدالة، وساحة جيورجيو تو بروتو (Georgiou tou protou) التي تشبه ساحة لا سكالا في ميلان.
- متاحف بتراس: وأهمها المتحف الأركيولوجي، متحف الفنون الشعبية، متحف لتاريخ الأقوام، ومتحف للصحافة.

## متفرقات
- تعتبر بتراس مدينة طلابية إذ يوجد فيها ثلاث جامعات وهي جامعة بتراس، معهد بتراس التقني العالي وَالجامعة الهيلينية المفتوحة هذا بالإضافة إلى خمسة معاهد أخرى للبحث العلمي في شتّى المجالات.
- اختيرت المدينة عام 2006 من قبل المفوضية الأوربية كعاصمة أوروبية للثقافة نظراً لتاريخ المدينة العريق ولكونها مركز ثقافي وكوزموبوليتاني منذ القديم.
- يقام في المدينة مهرجان سنوي بين شباط/فبراير - أذار/مارس يُدعى (كارنفال بتراس) ويعتبر هذا المهرجان الأهم في اليونان وواحد من أكبر المهرجانات على الصعيد الأوربي.
- يعتبر ميناء بتراس واحد من موائئ اليونان الكبيرة.
- توجد في المدينة الكثير من البيوت والمنازل ذات النمط المعماري النيوكلاسيكي، والتي تعود لمنتصف القرن التاسع عشر وقد وضعت هذه البيوت تحت الحماية الأثرية.
- أهم نادي كرة قدم في المدينة هو باناخايكي بتراس الذي يلعب في دوري الدرجة الثالثة اليوناني للموسم 2007-2008

## وصلات خارجية
- الموقع الرسمي